# 김충수
김충수(金忠銖, 1938년 2월 6일 ~ 2022년 3월 8일)는 대한민국의 정치인이다.
본관은 의성이며 경상북도 의성군 출신이다. 경제인 겸 언론인으로 일하다가 민주공화당 당직자로 정계에 입문했으며 제9대 국회의원을 지냈다.

## 학력
- 경북고등학교 졸업
- 고려대학교 정경대학 정치외교학과 학사
- 고려대학교 경영대학원 석사과정 수료

## 약력
- 대한상공회의소 특별의원
- 산업경제신문 상무이사 겸 편집인
- 민주공화당 중앙위원회 청년분과위원장
- 민주공화당 정책위원회 부의장
- 한국청년회의소 중앙회장
- 대한펜싱협회 회장
- 1974년 ~ 1979년 : 제9대 국회의원 (유신정우회)
- 대한올림픽위원회 위원
- 범민족올림픽추진중앙협의회 감사

## 역대 선거 결과
| 실시년도 | 선거 | 대수 | 직책     | 선거구           | 정당       | 득표수 | 득표율      | 순위 | 당락 | 비고       |
| -------- | ---- | ---- | -------- | ---------------- | ---------- | ------ | ----------- | ---- | ---- | ---------- |
| 1973년   | 총선 | 9대  | 국회의원 | 통일주체국민회의 | 유신정우회 |        | \| \| 0% \| | 지명 |      | 초선, 승계 |
|          | 0%   |      |          |                  |            |        |             |      |      |            |